# 欧阳松
欧阳松（1939年8月—？），湖南岳阳人，中华人民共和国政治人物。1960年3月加入中国共产党。湖南大学化工系毕业。

## 生平
曾任洞庭氮肥厂厂长；中共岳阳市委副书记、岳阳市常务副市长、市长；湖南省工商行政管理局局长等职。1999年6月因涉嫌经济犯罪被双规。2001年2月被判处死缓，因在狱中表现良好且有立功表现，2005年被批准保外就医。